# Phonokardiografie
Die Phonokardiografie oder Phonokardiographie (PKG, älter auch Phonocardiographie)  bzw. Fonokardiografie (genannt auch Herzschallregistrierung) ist die Aufzeichnung von Schallerscheinungen des Herzens mit Mikrofon und Herzschallverstärker. Sie wird zusammen mit der Registrierung der Pulskurven und der Apexkardiographie zur konventionellen Mechanokardiographie gezählt. Sie wird in der Regel in Kombination mit einem EKG erstellt.
Es gibt zwei Anwendungsmöglichkeiten der Schallschreibung:
1. subjektiv: Stethoskop bzw. Mikrofon – Filter – Lautsprecher
2. objektiv: Es wird ebenfalls ein Mikrofon benutzt, das das Audiosignal über einen Filter schließlich zum Schreiber führt, der das Audiosignal grafisch darstellt.

Die Phonografie ermöglicht(e) etwa, Aufschluss bei der Beurteilung von Herzgeräuschen zu erhalten und damit die Diagnostik von Herzklappenfehlern (wie der Mitralklappeninsuffizienz) zu verbessern.
Grundlegende Arbeiten zur Herzschallregistrierung verfasste 1944 Arthur Weber.

## Subjektive Methode
Bei der subjektiven Methode wird das vom Arzt Gehörte direkt diagnostiziert. Es bleiben keine Aufzeichnungen zurück und ist somit keine Phonokardiografie im engeren semantischen Sinn und wird üblicherweise als Auskultation des Herzens bezeichnet. Diese Methode wird angewendet, weil das menschliche Ohr sehr gut kleine Veränderungen und Klangfarben detektieren kann. Allerdings ist es nicht in der Lage, verschiedene Parameter zu erkennen, die grafisch sofort sichtbar sind (zum Beispiel sehr tiefe Töne).

## Objektive Methode

Wiggers-Diagramm mit Phonokardiogramm (unten dargestellt)

Bei der objektiven Methode (der Phonokardiografie im engeren Sinn) wird das Audiosignal aufgezeichnet und als Kurve grafisch dargestellt. Die Kurve kann dann mit einer „Musterkurve“ für ein gesundes Herz, oder auch mit verschiedenen anderen Kurven für pathologische Erscheinungen verglichen werden.
Man unterscheidet prinzipiell nach der Frequenz zwischen:
- Herztönen (15–150 Hz)
- Herzgeräuschen (bis 800 Hz)

Die Lautstärke beider Signale geht bis ca. 30 Phon, abhängig von der Ableitmethode.
Da der Brustkorb bzw. das menschliche Gewebe wie ein Tiefpass wirkt (höhere Frequenzen werden abgeschwächt wahrgenommen), wird ein Filter verwendet, um die Tiefpasswirkung auszugleichen.